# Martin Kvetko
Martin Kvetko (9. září 1912 Muránska Dlhá Lúka – 3. června 1995 Bratislava) byl slovenský a československý politik, poválečný poslanec Prozatímního Národního shromáždění a Ústavodárného Národního shromáždění za Demokratickou stranu. Po roce 1948 exilový politik. Po roce 1989 předseda obnovené Demokratické strany v Československu.

## Biografie

### Mládí a politické aktivity do roku 1948
Původní profesí byl veterinář. Narodil se v rolnické rodině evangelického vyznání. Absolvoval střední školu v Levoči a pak studoval na Vysoké škole veterinární v Brně. Roku 1936 promoval a na škole setrval jako asistent. Za druhé světové války se podílel na odboji. Působil v Státním hřebčíně v Topoľčiankách. Původně byl členem Slovenské národní strany. Roku 1944 spoluzakládal Demokratickou stranu jako politickou formaci nesocialistického slovenského odboje. Podílel se na vyhlášení Košického vládního programu v dubnu 1945.
V letech 1945–1946 byl poslancem Prozatímního Národního shromáždění za Demokratickou stranu. Po parlamentních volbách v roce 1946 se stal poslancem Ústavodárného Národního shromáždění, kde formálně setrval do voleb do Národního shromáždění roku 1948.
Byl členem předsednictva Demokratické strany. V období od dubna 1945 do listopadu 1947 byl členem Sboru pověřenců jako pověřenec zemědělství a pozemkové reformy. Podílel se na provádění druhé etapy pozemkové reformy na Slovensku. Podle jeho pozdějších vzpomínek ho v této době ještě v soukromých rozhovorech vybízeli představitelé slovenských komunistů k tvrdšímu prosazování slovenských pravomocí a zájmů, protože oni sami prý jsou svázáni příslušností k celostátní komunistické straně. Později ovšem KSS spustila trvalý tlak na Demokratickou stranu, kterou obviňovala z napojení na ľudácké a separatistické elementy. Na podzim 1946 patřil Kvetko do frakce v rámci Demokratické strany okolo Ivana Pietora, která chtěla sesadit z čela strany předsedu Jozefa Lettricha a nastolit smířlivější kurz vůči KSČ, která po vítězství Demokratické strany ve volbách 1946 stupňovala své útoky na demokraty. Členové frakce neměli za cíl zničit stranu jako nezávislou sílu slovenské politiky ale spíš byli vedeni mylným přesvědčením, že agitace KSČ proti DS je cílena pouze na luteránsko-agrárnické křídlo. Pietorův pokus o zvrat byl každopádně neúspěšný. Na podzim 1947 skončil na postu pověřence zemědělství v rámci rekonstrukce Sboru pověřenců, v němž získali větší pozice komunisté poté, co část špiček Demokratické strany byla obviněna z protistátní činnosti. Kvetko se na několik následujících měsíců stal pověřencem výživy. Demisi podal spolu s dalšími nekomunistickými ministry a pověřenci v únoru 1948.

### Předák slovenského poúnorového exilu
Po únorovém převratu v roce 1948 byla Demokratická strana proměněna na Stranu slovenské obrody jako satelitní formaci závislou na KSČ. Kvetko patřil mezi skupinu funkcionářů Demokratické strany, kteří odešli do emigrace. Do exilu odešel již v březnu 1948. Od léta roku 1948 působil v Londýně, od roku 1951 do roku 1960 v Mnichově. Pak do roku 1989 v New Yorku USA. V exilu organizoval Demokratickou stranu. Od roku 1949 byl členem výboru Rady svobodného Československa. V roce 1963 po rozkolu v Radě přešel do Výboru svobodného Československa (od roku 1962 také zasedal v orgánu nazvaném Stálá konference slovenských demokratických exulantů, která sídlila v Torontu, odmítala koncepci centralistického československého státu, ale nebyla zároveň orientována na slovenský separatismus). Později po smrti Jozefa Lettricha se stal i předsedou Stálé konference slovenských demokratických exulantů. Do Rady se Kvetko vrátil až roku 1974, přičemž roku 1984 se stal jejím místopředsedou. Od roku 1964 vydával list Naše snahy. Kromě toho působil jako redaktor rozhlasové stanice Svobodná Evropa. Vystupoval pod pseudonymem Dušan Lehotský. Byl spoluředitelem československého vysílání Svobodné Evropy v letech 1954–1960.
Přivítal reformní hnutí v roce 1968 a federalizaci Československa. V roce 1976 se podílel na vydání exilového sborníku o Slovenském národním povstání, ve kterém naznačil možnost slovenské politické samostatnosti, ale odmítl slovenský separatistický exil jako myšlenkového nástupce slovenského státu.

### Návrat do vlasti po roce 1989
Jako jeden z mála poúnorových emigrantů se vrátil po roce 1989 do vlasti a zapojil se do aktivní politiky. V prosinci 1989 Strana slovenské obrody přijala původní název Demokratická strana a Martin Kvetko se v lednu 1990 stal jejím předsedou. Na tomto postu setrval do září 1990. V roce 1991 mu byl udělen Řád Tomáše Garrigua Masaryka.